# Car Nicobar
Car Nicobar is het noordelijkste eiland en tevens hoofdeiland van de Indiase eilandengroep de Nicobaren. Het eiland heeft een oppervlakte van 127 km² en beslaat daarmee 7% van de totale oppervlakte van de eilandengroep. Toch woont meer dan de helft van de bevolking op het eiland (29.145 mensen, census 2001). De hoofdplaats van Car Nicobar is Malacca.